# Daria Dontsova
 (février 2014).
Si vous disposez d'ouvrages ou d'articles de référence ou si vous connaissez des sites web de qualité traitant du thème abordé ici, merci de compléter l'article en donnant les références utiles à sa vérifiabilité et en les liant à la section « Notes et références ».
Daria Dontsova (en russe : Да́рья Донцо́ва), de son vrai nom Agrippina Arkadevna Dontsova, née le 7 juin 1952 à Moscou, est une écrivaine et animatrice de télévision russe, auteur de polars ironiques, membre de l'Union des écrivains soviétiques. Elle a remporté de nombreux prix littéraires.

## Biographie

### Généalogie
Agrippina est née le 7 juin 1952 à Moscou. Sa mère, Tamara Stepanovna Novatsakaïa (14 avril 1917 — 14 mars 2008), est réalisatrice pour l'organisation culturelle MosConcert et son père l'écrivain soviétique Arkadi Nikolaïevitch Vassiliev (16 mars 1907 — août 1972). Le père d'Agrippina provient d'une famille d'ouvriers : son grand-père Nikolaï Vassiliev travaillait dans une usine de textile et sa grand-mère (dont Agrippina a hérité le prénom) était journalière. Agrippina ne les a jamais connus. Quand elle est née, ses parents n'étaient pas mariés : officiellement, son père était marié à une journaliste de la Pravda, Faïna Borissovna. Auparavant, il avait déjà épousé une certaine Galina Nikolaïevna. De cette union était née Izolda, la demi-sœur d'Agrippina, de vingt ans son aînée.
Agrippina a des origines polonaises et kazakhes du côté de sa mère. Son grand-père maternel, Stefan Novatski, était un communiste polonais qui, ainsi que son frère Iatsek, combattait aux côtés de Félix Dzerjinski. Sa grand-mère Afanassia Chabanova était issue d'une famille riche de Kislovodsk. Une fois mariés, en 1916, ses grands-parents partent à Moscou. En 1937, Stefan est arrêté lors de l'affaire Toukhatchevski, et il décède dans un camp, supposément celui de Blagovechtchensk (après quoi il est réhabilité à titre posthume). Anticipant qu'il allait se faire arrêter, Stefan avait préalablement divorcé, et ni Afanassia ni Tamara ne furent inquiétées.

### Enfance
Après l'arrestation de Stefan, Afanassia et Tamara sont expulsées dans un baraquement sur la rue Skakovaïa, et c'est là qu'Agrippina passe ses premières années. Ses parents ne décident de se marier qu'en février 1953, c'est-à-dire après l'annonce qu'Afanassia, sa fille et sa petite-fille vont être chassées de Moscou le mois suivant, ce qui pousse Arkadi à les accompagner. Ils se présentent à l'état civil le 5 mars, jour de la mort de Staline. Apprenant la nouvelle, ils décident de reporter le mariage. Ils ne se marient officiellement qu'en 1959, année où Agrppina doit commencer à se rendre à l'école.
En 1954, Agrippina et sa grand-mère sont placées dans une chambre d'un appartement communautaire, rue Kirova. Ses parents ne peuvent venir vivre avec elles à cause du manque de place, et s'installent dans l'appartement d'Arkadi, ruelle Lavrouchinski, qu'il partage avec Viktor Chlovski. Mais de nouveau, il est impossible de vivre à quatre dans l'espace alloué. Finalement, Agrippina et ses parents ne se rejoignent qu'en 1957, quand ils déménagent tous ensemble dans un nouvel immeuble près de la station de métro Aéroport.
Depuis sa plus tendre enfance, les parents d'Agrippina tentent de la familiariser à la musique et à la littérature. À l'école de musique, la directrice annonce à ses parents qu'elle n'a jamais rencontré d'enfant avec si peu d'oreille. Pour remédier à cela, Afanassia et Tamara, elles-mêmes mélomanes, commencent à emmener Agrippine au conservatoire, à l'opéra et au ballet. Dontsova explique dans son autobiographie qu'à cause de son manque total d'oreille musicale, ces excursions ne lui apportaient que du chagrin.
Selon ses propres propos, Agrippina ne jouit pas à l'école d'une autorité particulière sur ses camarades de classe. Les sciences humaines et les langues lui réussissent bien, mais elle ne montre aucun talent pour les sciences exactes. Avant même d'aller à l'école, Agrippina est déjà accompagnée par deux préceptrices. L'une est allemande d'origine, l'autre française, et aucune des deux ne parle bien russe, c'est pourquoi Agrippina se débrouille déjà bien en allemand et en français avant même d'entrer à l'école. Cependant, c'est l'allemand qu'elle maîtrise le mieux, surtout depuis son voyage en 1964 avec son père en RFA (pour des raisons inconnues, un livre d'Arkadi avait été choisi pour être publié au-delà du Bloc de l'Est), d'où elle rapporte tout un tas de romans policiers, parmi lesquels beaucoup de classiques — Dick Francis, Rex Stout, Georgette Heyer, James Hadley Chase — qu'Agrippina découvre en allemand.

### Vie adulte
Après avoir étudié le journalisme à l'Université d’État de Moscou, elle travaille comme journaliste.
C'est lorsqu'elle contracte une maladie grave qu'elle commence à écrire des romans policiers qui acquièrent une grande popularité.
Elle possède une maîtrise courante de l'allemand et s'exprime bien en français.

### Famille
- Deux fois divorcée, elle se marie pour la troisième fois en 1983 à Aleksandr Ivanovitch Dontsov. Son mari a déjà un fils, Dmitri, né en 1973 d'une union précédente. 
  - Daria a deux enfants : un fils, Arkadi, né en 1972 de son premier mariage et accusé en 2009 de tentative de meurtre[1] et une fille, Maria, née en 1986, de son troisième époux.
    - Son fils Arkadi a un fils, Nikita.

### Militantisme
En 1998, Daria Dontsova parvient à vaincre un cancer du sein. Elle aide désormais d'autres femmes à endurer cette épreuve. En 2008, elle devient l'ambassadrice du programme de bienfaisance de la compagnie Avon "Ensemble contre le cancer du sein".

## Œuvre
Les romans de Dontsova se divisent en six cycles, et ses personnages ont souvent des points communs avec l'auteur.
Dacha Vassilieva est une femme aisée qui vit avec sa famille et ses animaux dans le petit village de Lojkino. Elle entretient des relations amicales avec le colonel de la milice, Aleksandr Degtiariov. Elle a deux enfants : un fils, Arkadi, et une fille, Macha. Dacha a été mariée à plusieurs reprises, a enseigné le français dans une université moscovite, touchait un salaire modeste et vivait avec sa famille dans un petit appartement à Medvedkovo, dans la banlieue de Moscou. Ce personnage est le plus proche de l'auteur. Daria Dontsova nourrit une passion pour les animaux domestiques. Son héroïne abrite chez elle de nombreux chats et chiens, parmi lesquels le carlin Khoutchik. Plusieurs prétendants lui tournent autour : Nazare, Iarik et Bourdiouk. Pendant un certain temps, elle fréquente les trois à la fois, ce qui lui vaut une mauvaise réputation dans le livre "La maîtresse de la momie égyptienne". Elle choisit Bourdiouk, mais le quitte quand il la trompe. Elle devient une présentatrice célèbre. Elle a néanmoins un squelette dans le placard: dans sa jeunesse, elle a poussé Andreï Roitberg au suicide (puisqu'il était maniaco-dépressif, Daria ne peut être considérée comme une meurtrière).